# برک (قرقیزستان)
برک (به لاتین: Barak) یک منطقهٔ مسکونی در قرقیزستان است که در استان اوش واقع شده‌است. برک ۶۲۷ نفر جمعیت دارد و ۸۶۸ متر بالاتر از سطح دریا واقع شده‌است.